# Рено Вел Сатис
Рено Вел Сатис (фр. Renault Vel Satis) је хечбек који је производио и продавао Рено од 2001. до 2009. године Дели платформу са Лагуном друге генерације и Еспасом четврте генерације, и произведен је на истој производној траци у Сандувилу. Познат је по свом неуобичајеном приступу стилу луксузних аутомобила.
Представљен на Сајму аутомобила у Женеви 2001. године, како би заменио модел Сафрен који је већ био укинут, Вел Сатис је следио концепт Сајма аутомобила у Паризу из 1998. године.
Као Реноов водећи модел, био је први аутомобил компаније који је понуђен са адаптивним темпоматом, Рено је наводно потрошио 550 милиона евра на развој Вел Сатиса, предвиђајући да ће продати 50.000 аутомобила марке Вел Сатис широм Европе у првој години. Укупно, током осмогодишње производње, произведено је око 62.000 аутомобила марке Вел Сатис.
Име Вел Сатис је мешавина речи Velocity (брзина) и Satisfaction (задовољство).

## Преглед
Вел Сатис је познат по својој висини (13 цм виши од Сафрена), што је од користи ентеријеру, а и даље га користе високи француски званичници. Био је то други икада аутомобил који је добио пет звездица на Euro NCAP безбедносном тесту судара, после Лагуне друге генерације.
Вел Сатис је добио мањи редизајн за модел из 2005. године, са прерађеном предњом маском, двоструким издувним системом и хромираним ручкама на вратима. Унутрашњост је карактерисала прерађени прибор, тканине и материјале и прерађенирадио и навигациони систем. Дволитарски бензински мотор добио је повећање снаге на 125 kW.
Због слабе потражње, Рено је, 27. августа 2005. године, прекинуо производњу Вел Сатиса у Великој Британији, изгубивши процењених 18.710 евра по сваком произведеном аутомобилу марке Вел Сатис. 
Иако је било предвиђено да ће се, у Великој Британији, продати 3.500 аутомобила марке Вел Сатис, остварена је само трећина.

## Рецензије
Патрик Ле Квеман, Реноов шеф дизајна, рекао је да је Вел Сатис требало да буде физички присутан, да редефинише престижни аутомобил под француским условима.
Септембра 2002. године, Кар је описао Вел Сатис као „ружан и веома француски аутомобил“.
Рецензије аутомобила су биле критичне према његовој вожњи и управљању, али су приметили да је аутомобил тих у већини услова.